# گومچ
گومچ (به ترکی استانبولی: Gömeç) یک منطقهٔ مسکونی در ترکیه است که در استان بالیکسیر واقع شده‌است.